# Isidor al II-lea al Constantinopolului
Isidor al II-lea Xanthopoulos (în greacă Ἰσίδωρος Β΄ Ξανθόπουλος, transliterat: Isidoros 2 Xanthopoulos; n. secolul al XV-lea – d. 31 martie 1462, Constantinopol, Imperiul Otoman) a fost un cleric ortodox grec, care a îndeplinit funcția de patriarh ecumenic al Constantinopolului între 1456 și 1462.

## Biografie
Se știu puține despre viața și păstorirea patriarhului Isidor, cu excepția faptului că era un etnic grec și membru al comunității grecești din Istanbul. Numele său de familie derivă de la mănăstirea Xanthopoulon din Istanbul, în care a intrat, devenind ieromonah și avansând ulterior la rangul de stareț. Isidor a fost un colaborator al patriarhului Ghenadie Scholarius în timpul Conciliului de la Florența și a fost unul dintre semnatarii unui document din 1445, care se opunea unirii bisericilor răsăritene și apusene. În această perioadă, Isidor a fost considerat părintele spiritual al comunității grecești din Istanbul. El a devenit apoi mitropolit al Heracleei.
După demisia lui Ghenadie Scholarius din funcția de patriarh la mijlocul lui ianuarie 1456, Isidor a fost ales pentru a-i succeda. El a obținut confirmarea de la sultanul Mahomed al II-lea și a fost întronizat în Biserica Pammakaristos.
Păstorirea sa a durat până la moartea sa la 31 martie 1462; i-a succedat Ioasaf I.